# George Bello
George Oluwaseun Bello (Abuya, 22 de enero de 2002) es un futbolista estadounidense que juega de defensa en el LASK Linz de la Bundesliga de Austria.

## Trayectoria
El 17 de junio de 2017 Bello fichó por el Atlanta United como jugador de cantera.
Debutó por el equipo reserva, el Atlanta United 2, el 31 de marzo de 2018 en el empate 2-2 ante el Charlotte Independence. Debutó en la MLS el 2 de septiembre de 2018 contra el D.C. United.
El 31 de enero de 2022 dio el salto al fútbol europeo tras fichar por el Arminia Bielefeld, equipo alemán que en ese momento peleaba por mantener la categoría en la 1. Bundesliga. La campaña siguiente la jugó en la 2. Bundesliga y en julio de 2023 se marchó al LASK Linz.

## Selección nacional
Bello fue internacional en categorías inferiores por los Estados Unidos.
En octubre de 2019 fue convocado para jugar la Copa Mundial sub-17 2019 en Brasil.

## Estadísticas
Actualizado al último partido disputado el 1 de junio de 2025.
| Club | Div.          | Temporada     | Liga  | Liga  | Copas nacionales(1) | Copas nacionales(1) | Copas internacionales(2) | Copas internacionales(2) | Total | Total |
| Club | Div.          | Temporada     | Part. | Goles | Part.               | Goles               | Part.                    | Goles                    | Part. | Goles |
| --- | ------------- | ------------- | ----- | ----- | ------------------- | ------------------- | ------------------------ | ------------------------ | ----- | ----- |
| Atlanta United 2 Estados Unidos | 2.ª           | 2018          | 6     | 0     | 0                   | 0                   | ―                        | ―                        | 6     | 0     |
| Atlanta United 2 Estados Unidos | 2.ª           | 2019          | 12    | 1     | 0                   | 0                   | ―                        | ―                        | 12    | 1     |
| Atlanta United 2 Estados Unidos | 2.ª           | 2020          | 1     | 0     | 0                   | 0                   | ―                        | ―                        | 1     | 0     |
| Atlanta United 2 Estados Unidos | Total club    | Total club    | 19    | 1     | 0                   | 0                   | 0                        | 0                        | 19    | 1     |
| Atlanta United Estados Unidos | 1.ª           | 2018          | 3     | 1     | 0                   | 0                   | ―                        | ―                        | 3     | 1     |
| Atlanta United Estados Unidos | 1.ª           | 2019          | 0     | 0     | 0                   | 0                   | 1                        | 0                        | 1     | 0     |
| Atlanta United Estados Unidos | 1.ª           | 2020          | 20    | 1     | ―                   | ―                   | 1                        | 0                        | 21    | 1     |
| Atlanta United Estados Unidos | 1.ª           | 2021          | 30    | 1     | ―                   | ―                   | 4                        | 0                        | 34    | 1     |
| Atlanta United Estados Unidos | Total club    | Total club    | 53    | 3     | 0                   | 0                   | 6                        | 0                        | 59    | 3     |
| Arminia Bielefeld · Alemania | 1.ª           | 2021-22       | 10    | 0     | ―                   | ―                   | ―                        | ―                        | 10    | 0     |
| Arminia Bielefeld · Alemania | 2.ª           | 2022-23       | 23    | 0     | 2                   | 0                   | ―                        | ―                        | 25    | 0     |
| Arminia Bielefeld · Alemania | Total club    | Total club    | 33    | 0     | 2                   | 0                   | 0                        | 0                        | 35    | 0     |
| LASK Linz · Austria | 1.ª           | 2023-24       | 24    | 0     | 3                   | 0                   | 6                        | 0                        | 33    | 0     |
| LASK Linz · Austria | 1.ª           | 2024-25       | 32    | 1     | 5                   | 1                   | 8                        | 0                        | 45    | 2     |
| LASK Linz · Austria | Total club    | Total club    | 56    | 1     | 8                   | 1                   | 14                       | 0                        | 78    | 2     |
| Total carrera | Total carrera | Total carrera | 161   | 5     | 10                  | 1                   | 20                       | 0                        | 191   | 6     |
| (1) Incluye datos de la Copa de Alemania y Copa de Austria. (2) Incluye datos de la Liga de Campeones de la Concacaf, Liga Europa de la UEFA y Liga Conferencia de la UEFA. |               |               |       |       |                     |                     |                          |                          |       |       |

## Palmarés

### Títulos nacionales
| Título      | Club           | País           | Año  |
| ----------- | -------------- | -------------- | ---- |
| Copa MLS    | Atlanta United | Estados Unidos | 2018 |
| US Open Cup | Atlanta United | Estados Unidos | 2019 |

### Títulos internacionales
| Título                     | Club (*)       | País           | Año  |
| -------------------------- | -------------- | -------------- | ---- |
| Copa de Oro de la Concacaf | Estados Unidos | Estados Unidos | 2021 |

(*) Incluyendo la selección.

## Vida personal
Bello nació en Abuya, Nigeria, y se mudó con su familia a Douglasville, Georgia cuando era un niño. Su padre también jugó al fútbol, y su madre fue atleta. Su jugador favorito es Lionel Messi, aunque mencionó que el brasileño Marcelo es su inspiración como jugador.